# Lockport Heights
Lockport Heights es un lugar designado por el censo ubicado en la parroquia de Lafourche en el estado estadounidense de Luisiana. En el Censo de 2010 tenía una población de 1286 habitantes y una densidad poblacional de 370,82 personas por km².

## Geografía
Lockport Heights se encuentra ubicado en las coordenadas 29°39′21″N 90°32′52″O / 29.65583, -90.54778. Según la Oficina del Censo de los Estados Unidos, Lockport Heights tiene una superficie total de 3.47 km², de la cual 3.39 km² corresponden a tierra firme y (2.24%) 0.08 km² es agua.

## Demografía
Según el censo de 2010, había 1286 personas residiendo en Lockport Heights. La densidad de población era de 370,82 hab./km². De los 1286 habitantes, Lockport Heights estaba compuesto por el 94.63% blancos, el 1.4% eran afroamericanos, el 2.72% eran amerindios, el 0.16% eran asiáticos, el 0% eran isleños del Pacífico, el 0.23% eran de otras razas y el 0.86% pertenecían a dos o más razas. Del total de la población el 1.24% eran hispanos o latinos de cualquier raza.